# スタッド・オランピック・ドゥ・ラ・ポンテーズ
スタッド・オランピック・ドゥ・ラ・ポンテーズ（フランス語：Stade Olympique de la Pontaise）は、スイス・ヴォー州ローザンヌにある多目的スタジアム。サッカーの試合で使用されることが多くスーパーリーグのFCスタッド・ローザンヌ・ウシーのホームスタジアムとなっている。収容人数は15,700名。陸上競技ではアスレティッシマの会場となっている。

## 概要
1954 FIFAワールドカップでも使用され、大会ではホストスタジアムとして準決勝を含む5試合が行われた。またワールドアスレティックス主催の陸上競技リーグダイヤモンドリーグの1大会であるアスレティッシマの会場となっている。

## ギャラリー

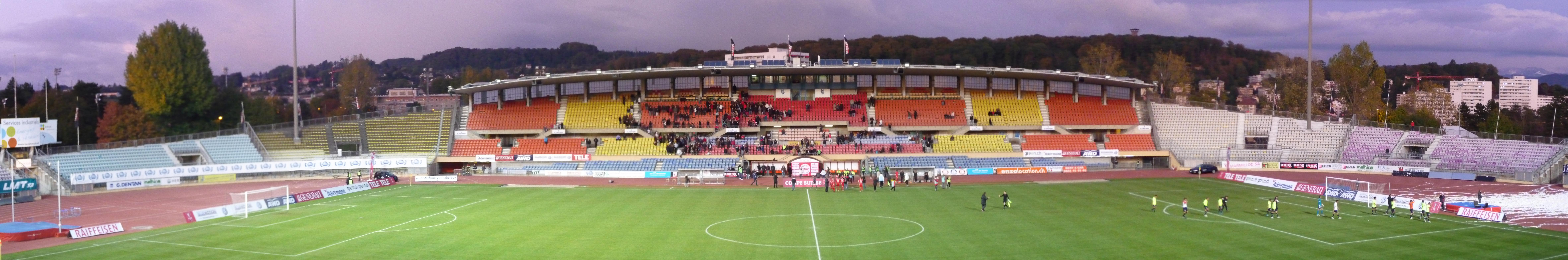